# Take to the Skies
Take to the Skies es el álbum debut de la banda británica de post-hardcore, Enter Shikari. Fue lanzado el 19 de marzo de 2007. El 25 de marzo de ese mismo año, el álbum alcanzó el puesto #4 en las listas de UK Álbum Chart, vendiendo 28 000 copias en su primera semana. 
El álbum logró vender 250 000 copias a nivel mundial y fue certificado de oro en el Reino Unido, después de vender cerca de 100 000 copias. De este disco se lanzaron dos sencillos: "Anything Can Happen in the Next Half Hour" y "Jonny Sniper".

## Lista de canciones
Todas las canciones escritas y compuestas por Enter Shikari. 
| Take to the Skies |                                                                              |          |  |
| N.º               | Título                                                                       | Duración |  |
| 1.                | «[Sin Título]» (Stand Your Ground; This Is Ancient Land on digital versions) | 1:08     |  |
| 2.                | «Enter Shikari»                                                              | 2:52     |  |
| 3.                | «Mothership»                                                                 | 4:30     |  |
| 4.                | «Anything Can Happen in the Next Half Hour...»                               | 4:32     |  |
| 5.                | «[Sin Título]»                                                               | 1:01     |  |
| 6.                | «Labyrinth»                                                                  | 3:51     |  |
| 7.                | «No Sssweat»                                                                 | 3:16     |  |
| 8.                | «Today Won’t Go Down in History»                                             | 3:34     |  |
| 9.                | «[Sin Título]» (Reprise 1 en versiones digitales)                            | 1:28     |  |
| 10.               | «Return to Energiser»                                                        | 4:35     |  |
| 11.               | «[Sin Título]»                                                               | 0:18     |  |
| 12.               | «Sorry, You're Not a Winner»                                                 | 3:52     |  |
| 13.               | «[Sin Título]»                                                               | 0:35     |  |
| 14.               | «Jonny Sniper»                                                               | 4:01     |  |
| 15.               | «Adieu»                                                                      | 5:40     |  |
| 16.               | «OK Time for Plan B»                                                         | 4:55     |  |
| 17.               | «[Sin Título]» (Reprise 2 en versiones digitales)                            | 2:44     |  |

Take to the Skies (Version Estadounidense en iTunes)
| Take to the Skies (US iTunes Version) |                                                                 |          |  |
| N.º                                   | Título                                                          | Duración |  |
| 1.                                    | «Stand Your Ground; This Is Ancient Land / Enter Shikari»       | 4:05     |  |
| 2.                                    | «Mothership»                                                    | 4:30     |  |
| 3.                                    | «Anything Can Happen In the Next Half Hour / Interlude One»     | 5:41     |  |
| 4.                                    | «Labyrinth»                                                     | 3:56     |  |
| 5.                                    | «No Sssweat»                                                    | 3:18     |  |
| 6.                                    | «Today Won't Go Down In History»                                | 3:37     |  |
| 7.                                    | «Reprise One»                                                   | 1:31     |  |
| 8.                                    | «Return to Energizer»                                           | 4:37     |  |
| 9.                                    | «Sorry You're Not a Winner» (Remix)                             | 4:12     |  |
| 10.                                   | «Jonny Sniper / Intro»                                          | 4:34     |  |
| 11.                                   | «Adieu»                                                         | 5:40     |  |
| 12.                                   | «OK, Time for Plan B»                                           | 5:04     |  |
| 13.                                   | «Reprise Two»                                                   | 2:42     |  |
| 14.                                   | «Kicking Back On the Surface of Your Cheek» (Digital Exclusive) | 3:46     |  |

## Mejores posiciones en listas
| Chart (2007)         | Posición peak |
| -------------------- | ------------- |
| Belgian Albums Chart | 89            |
| Irish Albums Chart   | 26            |
| UK Albums Chart      | 4             |